# コンゴ・フラン
コンゴ・フランは、ベルギー領コンゴ・コンゴ共和国（1960年-1967年、コンゴ・キンシャサ）・コンゴ民主共和国（1997年-）の通貨単位。

## 概要
ベルギー統治下のコンゴでは、ベルギー・フランと等価であるコンゴ・フランが用いられ、独立後も1967年まで、コンゴ・フランが使用されていた。1967年に、1ザイール＝1000フランのレートで、ザイールが導入された。  
コンゴ・フランは1997年に再導入された。レートは、1フラン＝100,000新ザイール 。
日本国内にて特殊詐欺の道具として利用された事件が発生している。